# 천리푸
천리푸(陳立夫, 진입부, 본명은 천쭈옌(陳組燕, 진조연), 1899년 8월 21일 ~ 2001년 2월 8일)는 중화민국의 정치인이다.

## 이름
본명 천쭈옌(陳組燕)이며 리푸(立夫)는 자(字)이다.

## 가족 관계
중화민국 군벌 중 일원이었던 중화민국 군인 겸 정치인 천궈푸(陳果夫)는 그의 형이다.

## 학력
- 1924년 중화민국 허베이 성 톈진 베이양 대학교 광물학과 학사
- 1927년 미국 피츠버그 대학교 대학원 광물학과 이학석사

### 명예 박사 학위
- 1970년 대한민국 서울 건국대학교 명예 철학박사

## 같이 보기
- 천치메이
- 천치차이
- 천궈푸
- 천청
- 장제스
- 쑨원
- 쑨커
- 장징궈
- 장웨이궈